# Eugenio Pini
Eugenio Pini (Livorno, 1859-Buenos Aires, 1939) fue un esgrimista italiano, emigrado a Argentina.

## Biografía
Nació el 14 de octubre de 1859 en la ciudad italiana de Livorno, hijo de Giuseppe Pini. Instalado en la Argentina, Pini, que dirigió la sala de armas del Jockey Club y la Escuela Militar de Esgrima, que fundó en 1898, además de ocupar el cargo de director técnico de la Sociedad Sportiva Argentina, falleció en 1939 en Buenos Aires. Fue autor de unas Lezioni collettive di spada e sciabola (1891) y de La esgrima de espada (1905), editada por la Casa Maucci.